# Diplotaxis
Diplotaxis DC., 1821 è un genere di angiosperme eudicotiledoni appartenenti alla famiglia Brassicaceae.

## Descrizione
Si tratta di piante erbacee annuali o perenni. Come tutte le crucifere i fiori hanno quattro sepali, quattro petali e sei stami, e sono di solito di colore giallo (Diplotaxis erucoides ha fiori bianchi). I frutti sono sìlique, e i semi sono disposti ordinatamente in due file, da cui il nome.

## Distribuzione e habitat
Il genere originario dell'Europa mediterranea e della Macaronesia; la più alta diversità tra le specie si trova nel nord-ovest dell'Africa e Capo Verde.

## Tassonomia

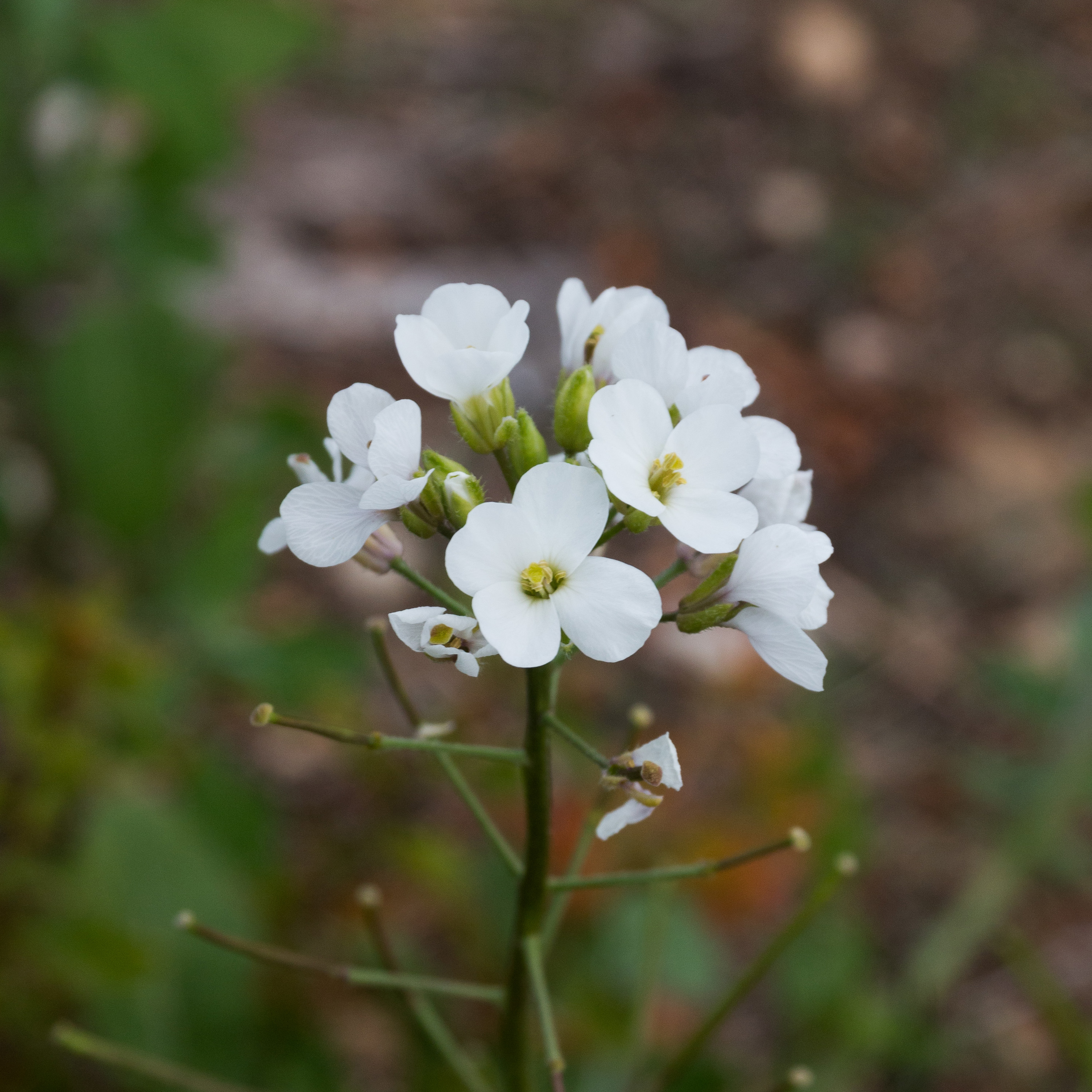
Diplotaxis erucoides

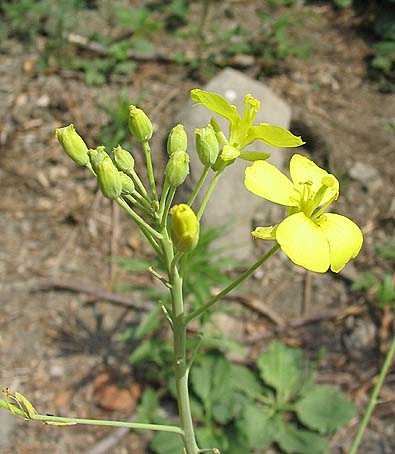
Diplotaxis tenuifolia

Il genere comprende le seguenti specie:
- Diplotaxis acris (Forssk.) Boiss.
- Diplotaxis antoniensis Rustan
- Diplotaxis assurgens (Delile) Gren.
- Diplotaxis australis Mart.-Laborde
- Diplotaxis berthautii Braun-Blanq. & Maire
- Diplotaxis brachycarpa Godr.
- Diplotaxis brevisiliqua (Coss.) Mart.-Laborde
- Diplotaxis catholica (L.) DC.
- Diplotaxis cretacea Kotov
- Diplotaxis cyrenaica (E.A.Durand & Barratte) Maire & Weiller
- Diplotaxis duveyrieriana Coss.
- Diplotaxis erucoides (L.) DC.
- Diplotaxis glauca (J.A.Schmidt) O.E.Schulz
- Diplotaxis gorgadensis Rustan
- Diplotaxis gracilis (Webb) O.E.Schulz
- Diplotaxis griffithii (Hook.f. & Thomson) Boiss.
- Diplotaxis harra (Forssk.) Boiss.
- Diplotaxis hirta (A.Chev.) Rustan & L.Borgen
- Diplotaxis ibicensis (Pau) Gómez-Campo
- Diplotaxis ilorcitana (Sennen) C.Aedo Pérez, Mart.-Laborde & J.F.Mu
- Diplotaxis kohlaanensis A.G.Mill. & J.A.Nyberg
- Diplotaxis muralis (L.) DC.
- Diplotaxis nepalensis H.Hara
- Diplotaxis ollivieri Maire
- Diplotaxis pitardiana Maire
- Diplotaxis saharensis (Coss.) Mart.-Laborde
- Diplotaxis × schweinfurthii O.E.Schulz
- Diplotaxis siettiana Maire
- Diplotaxis siifolia Kunze
- Diplotaxis simplex (Viv.) Spreng.
- Diplotaxis sundingii Rustan
- Diplotaxis tenuifolia (L.) DC.
- Diplotaxis tenuisiliqua Delile
- Diplotaxis varia Rustan
- Diplotaxis villosa Boulos & Jallad
- Diplotaxis viminea (L.) DC.
- Diplotaxis virgata (Cav.) DC.
- Diplotaxis vogelii (Webb) Cout.